# Impatiens psychadelphoides
Impatiens psychadelphoides är en balsaminväxtart som beskrevs av Georg Oskar Edmund Launert. Impatiens psychadelphoides ingår i släktet balsaminer, och familjen balsaminväxter. Inga underarter finns listade i Catalogue of Life.